# Paisij Sergeevič Kajsarov
Paisij Sergeevič Kajsarov (in russo Паи́сий Серге́евич Кайса́ров?; Moršansk, 23 maggio 1783 – Nizza, 27 febbraio 1844) è stato un generale russo.

## Biografia

### I primi anni
Kajsarov nacque nell'uezd di Moršansk, una suddivisione del governatorato di Tambov. Discendeva da un'antica famiglia nobile impoverita nel tempo, i cui antenati si erano originati dai mongoli dell'Orda d'Oro che erano giunti a Mosca a metà del XV secolo. Era fratello del poeta russo Andrej Kaysarov.
Venne educato in casa con tutori privati. Il 2 maggio 1791 entrò nel reggimento Preobraženskij col rango di sergente, venendo poi accettato come alfiere del reggimento dei moschettieri di Jaroslavl' il 2 febbraio 1797. All'inizio del 1805 si ritirò dall'esercito per entrare come impiegato nel ministero del commercio, ma vi tornò il 14 agosto di quello stesso anno ricevendo il grado di rittermeister nel 26º reggimento ussari.

### Le guerre napoleoniche
Kajsarov prestò servizio nella guerra della terza coalizione nel 1805, e venne pesantemente ferito nel corso della battaglia di Austerlitz. L'11 febbraio 1806, ottenne il rango di tenente nel reggimento Semënovskij. Inviato nei principati danubiani, prese parte alla guerra russo-turca, servendo nel quartier generale dell'esercito. Il 17 ottobre 1811, venne promosso colonnello.
Dal 19 giugno 1812 sino al 20 agosto dello stesso anno, fu comandante del reggimento di fanteria di Sebastopoli e divenne aiutante del generale Michail Kutuzov, rimanendogli al fianco anche durante la battaglia di Borodino. Dall'ottobre di quell'anno, comandò l'avanguardia del corpo dei cosacchi del don di Matvej Platov. Il 14 marzo 1813 venne promosso maggiore generale, con brevetto datato 7 settembre. Durante la guerra della sesta coalizione, fu a capo del distaccamento di cavalleria che prese parte alla battaglia di Hanau ed alla battaglia di Arcis-sur-Aube.

### Gli ultimi anni

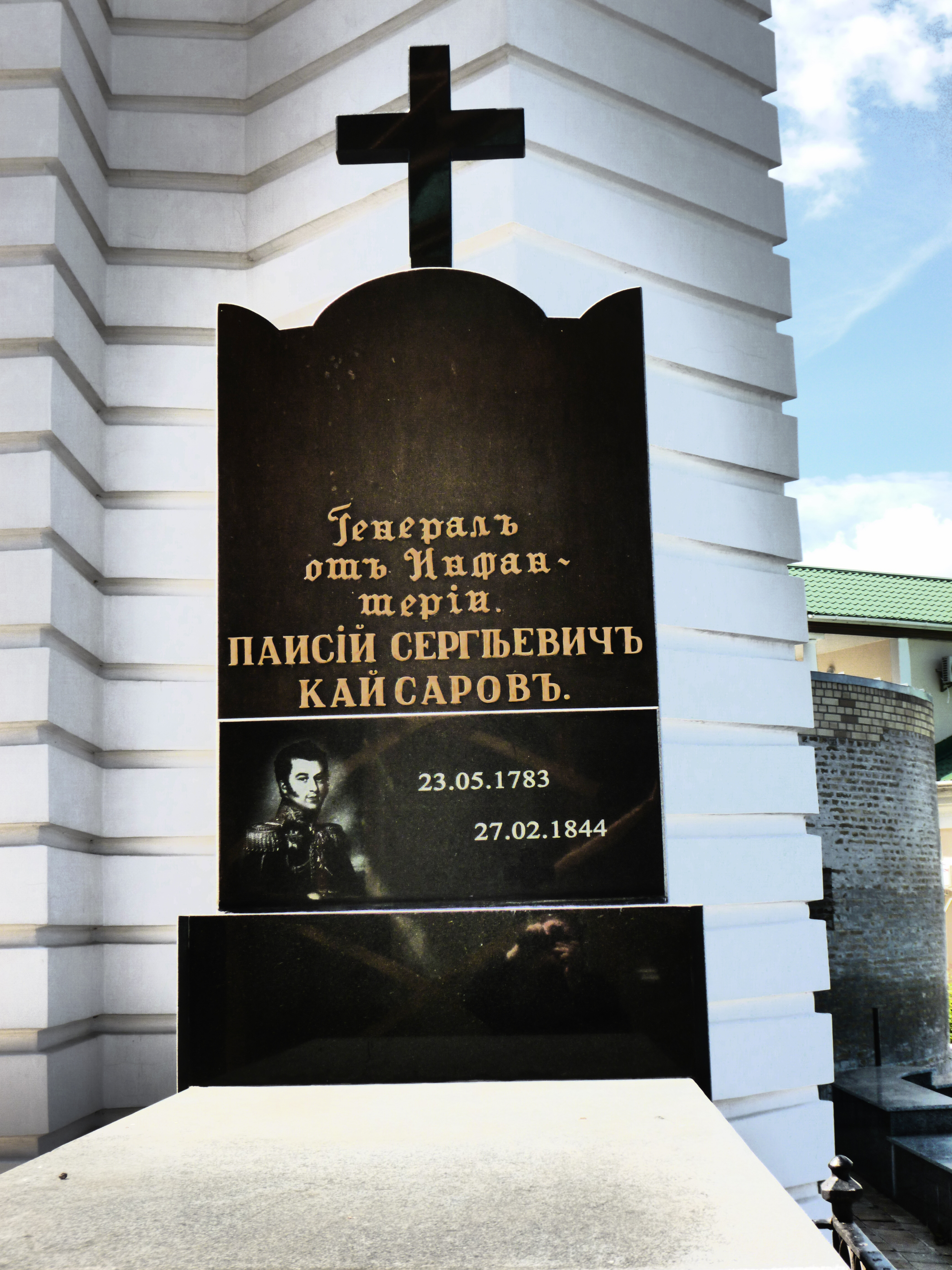
La tomba del generale Kajsarov dopo il restauro

Con la fine della guerra, rimase comunque nell'esercito. Il 10 agosto 1817, ottenne il comando della 2ª brigata della 23ª divisione di fanteria. Il 18 agosto 1819, divenne capo dello staff del 1º corpo di fanteria. Il 2 ottobre 1821, ottenne il comando della 14ª divisione e venne promosso tenente generale il 13 gennaio 1826. Nel marzo del 1829 divenne capo dello staff della I armata. Nel 1830 e nel 1831, prese parte alla soppressione dell'insurrezione polacca; le sue forze assediarono e riuscirono a conquistare la fortezza di Zamość. Il 25 marzo 1831, venne installato come comandante del III corpo di fanteria (poi V). Il 18 dicembre 1833, venne promosso al grado di generale di fanteria. Nel 1835, venne trasferito al comando del IV corpo di fanteria. Il 5 novembre 1842, si ritirò dalle forze armate a causa della propria salute, spendendo il resto dei suoi giorni come membro del senato. Morì a Nizza, in Francia, nel 1844. Venne sepolto nel cimitero della Chiesa della Natività della Beata Vergine Maria presso Kiev.
Kajsarov è uno dei personaggi del romanzo Guerra e Pace di Lev Tolstoj.

## Matrimonio e figli
Paisi Sergeevic Kajsarov sposò Varvara Jakovlevna Lanskaja, nipote di Aleksandr Lanskoj. L'unica figlia sopravvissuta della coppia, Natal'ja, sposò il barone francese Gustave de Romand. Su richiesta della moglie, ottenne di poter aggiungere al proprio il cognome di Kajsarov.